# Мельмайзель
Мельмайзель (нім. Mehlmeisel) — громада в Німеччині, розташована в землі Баварія. Підпорядковується адміністративному округу Верхня Франконія. Входить до складу району Байройт.
Площа — 13,23 км2. Населення становить 1319 ос. (станом на 31 грудня 2020).